# San Giacomo degli Schiavoni
San Giacomo degli Schiavoni je mjesto u moliškoj pokrajini Campobasso. Ova općina u kojoj živi preko tisuću stanovnika graniči s općinama Guglionesi i Termoli.

## Stanovništvo
Razvoj stanovništva :